# James French (Rennfahrer)

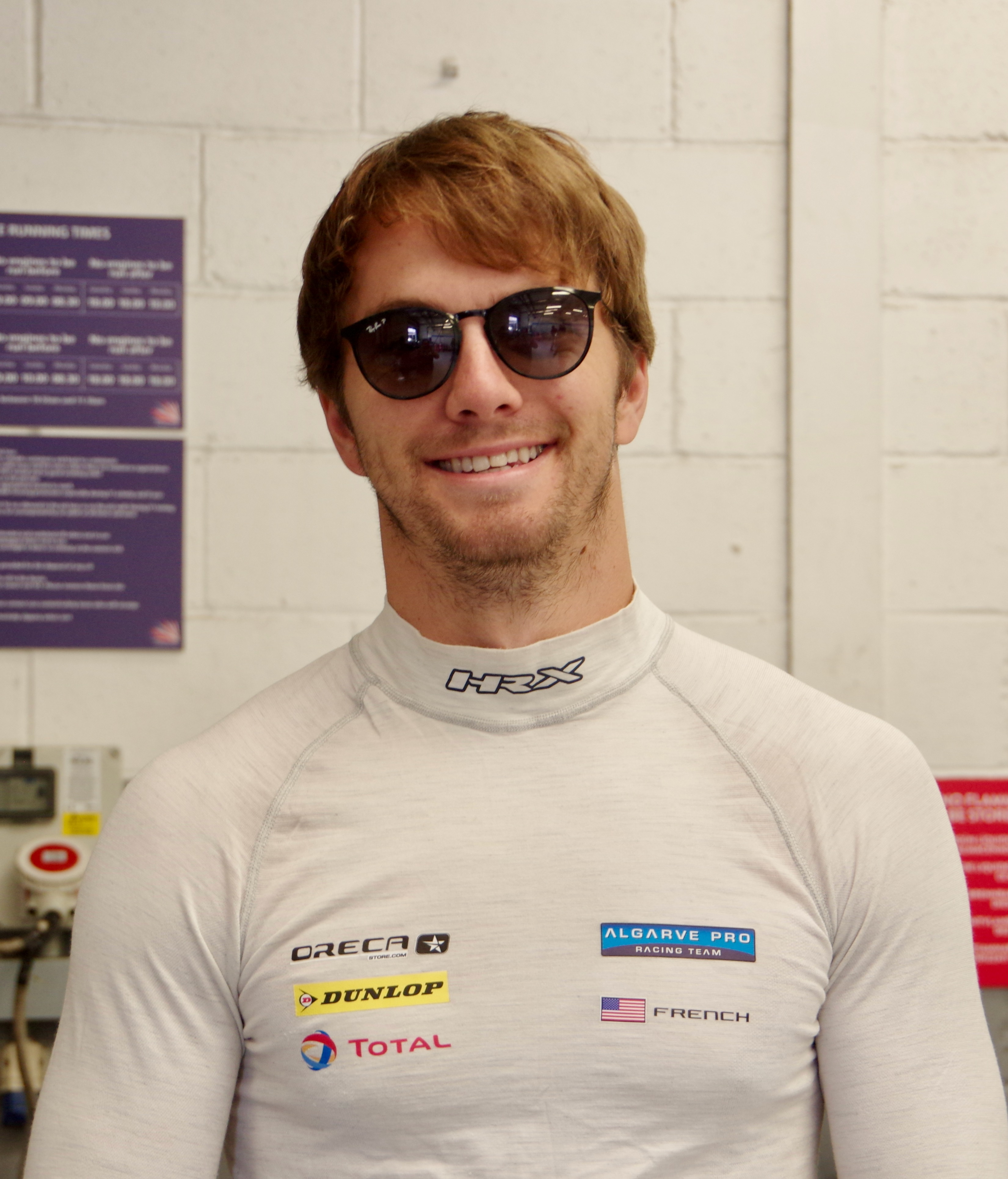
James French 2019

James French (* 20. Mai 1992 in Sheboygan, Wisconsin) ist ein US-amerikanischer Automobilrennfahrer.

## Karriere
French begann seine Motorsportkarriere 1997 im Kartsport, in dem er bis 2007 aktiv blieb. Mit 2008 stieg French in den Clubrennsport ein und nahm an Sportwagenrennen des Sports Car Club of America (SCCA) teil. Er qualifizierte sich von 2009 bis 2013 für das nationale Finale der C-Sports-Racer-Klasse und erreichte in dieser 2009, 2010 und 2013 den dritten Platz.
2011 debütierte French im professionellen Sportwagensport in der American Le Mans Series (ALMS). Für Intersport Racing nahm er an einem Rennen der LMPC-Klasse teil. 2012 ging French zu einem ALMS-Rennen für Merchant Services Racing an den Start und erreichte den dritten Platz in der PC-Wertung. 2013 trat French für BAR1 Motorsports zu drei ALMS-Rennen an. Dabei gelang ihm ein dritter Platz in der PC-Wertung beim Petit Le Mans.
2014 fuhr French bei Performance Tech Motorsports in der neugegründeten United SportsCar Championship (USCC), in der die ALMS aufgegangen war. 2015 war French Stammpilot bei Performance Tech Motorsports in der United SportsCar Championship. Bei den zehn Rennen erreichte er fünfmal das Podium in der PC-Klasse und schloss die Saison auf dem sechsten Gesamtrang ab. 2016 blieb French Stammfahrer bei Performance Tech Motorsports in der in IMSA WeatherTech SportsCar Championship (IWSC) umbenannten Sportwagenmeisterschaft. Er erzielte bei sechs von elf Rennen eine Podest-Platzierung und verbesserte sich in der PC-Klasse auf den vierten Rang. Darüber hinaus debütierte French 2016 im professionellen Formelsport und fuhr für Belardi Auto Racing zwei Rennen der Indy Lights in Elkhard Lake. Er wurde als Vertretung für Felix Rosenqvist ausgewählt, da er aus dem Clubrennsport und von privaten Fahrten über Streckenerfahrung verfügte. Bei beiden Rennen kam er auf dem achten Platz ins Ziel.

## Persönliches
French studiert an der Indiana University-Purdue University Indianapolis Motorsport-Ingenieurwesen.

## Sonstiges
French Familie besitzt ein Exemplar des Formel-1-Autos Jordan 197. French hat den Formel-1-Rennwagen schon mehrfach bei privaten Fahrten bewegt.

## Statistik

### Karrierestationen
| - 1997–2007: Kartsport - 2008–2013: Clubrennsport - 2011: ALMS, LMPC (Platz 19) | - 2012: ALMS, PC (Platz 23) - 2013: ALMS, PC (Platz 16) - 2014: USCC, PC (Platz 15) | - 2015: USCC, PC (Platz 6) - 2016: IWSC, PC (Platz 4) - 2016: Indy Lights (Platz 20) |

### Einzelergebnisse in der Indy Lights
| Jahr | Team                | 1   | 2   | 3   | 4   | 5   | 6    | 7    | 8    | 9   | 10  | 11  | 12  | 13  | 14  | 15  | 16  | 17  | 18  | Punkte | Rang |
| ---- | ------------------- | --- | --- | --- | --- | --- | ---- | ---- | ---- | --- | --- | --- | --- | --- | --- | --- | --- | --- | --- | ------ | ---- |
| 2016 | Belardi Auto Racing | STP | STP | PHO | BAR | BAR | INDY | INDY | INDY | ROA | ROA | IOW | TOR | TOR | MDO | MDO | WGL | LAG | LAG | 26     | 20.  |
| 2016 | Belardi Auto Racing |     |     |     |     |     |      |      |      | 8   | 8   |     |     |     |     |     |     |     |     | 26     | 20.  |

### Sebring-Ergebnisse
| Jahr | Team                         | Fahrzeug    | Teamkollege     | Teamkollege   | Platzierung            | Ausfallgrund |
| ---- | ---------------------------- | ----------- | --------------- | ------------- | ---------------------- | ------------ |
| 2015 | Performance Tech Motorsports | Oreca FLM09 | Jerome Mee      | Conor Daly    | Rang 9                 |              |
| 2016 | Performance Tech             | Oreca FLM09 | Josh Norman     | Kyle Marcelli | Rang 9                 |              |
| 2017 | Performance Tech Motorsports | Oreca FLM09 | Patricio O’Ward | Kyle Masson   | Rang 5 und Klassensieg |              |
| 2018 | Performance Tech Motorsports | Oreca 07    | Patricio O’Ward | Kyle Masson   | Ausfall                | Defekt       |